# Rothalsfalke
Der Rothalsfalke (Falco chicquera) ist eine mittelgroße Art aus der Gattung der Falken. Rothalsfalken erreichen eine Körperlänge von 30 bis 36 Zentimeter. Ihre Flügelspannweite beträgt 85 Zentimeter.
Sein großräumiges Verbreitungsgebiet reicht von Indien bis zur Sahara Afrikas. Er lebt in Halbwüsten, Savannen und anderen ariden Arealen, in denen sich zumindest einige Bäume befinden. Er ist jedoch auch in Wäldern in Flussnähe zu finden. Wie für Falken typisch nutzt er ehemalige Nester von Krähen als Nistgelegenheit oder baut sein Nest in den Kronen bestimmter afrikanischer Palmen.
Der Rothalsfalke jagt häufig von Warten aus. Zu seinen Beutetieren zählen andere Vogelarten, Fledertiere und große Insekten, die er in schnellem Flug erbeutet. Er ist am aktivsten in der Dämmerung und jagt bevorzugt unterhalb der Baumkronen.
Ausgewachsene Vögel der afrikanischen Unterart haben ein weiß gefiedertes Gesicht. Die Körperoberseite ist ein blasses Grau. Die Schwanzspitze und die Handschwingen sind schwarz. Die Körperunterseite ist weiß und an der Flügelunterseite, der unteren Brust, dem Bauch und der Schwanzunterseite dunkel bebändert. Beine und der Augenring sind gelb. Die indische Unterart unterscheidet sich von der afrikanischen vor allem durch eine geringer ausgeprägte Bebänderung.